# Lista de prefeitos de Santos
Esta é a lista de prefeitos e vice-prefeitos da cidade de Santos, estado brasileiro de São Paulo.
O prédio da Prefeitura chama-se Palácio José Bonifácio.
| Nº | Nome | Imagem                               | Partido                                          | Vice-prefeito                     | Início do mandato       | Fim do mandato                                        | Observações                                                                         |
| 1  | Antonio de Lacerda Franco Ernesto Cândido Gomes Antonio Carlos da Silva Teles Leão Luiz Ribeiro Martim Francisco Ribeiro de Andrada Walter Wright José Azurém Costa Júnior Guilherme José Alves Souto Henrique Porchat Manoel Franco de Araújo Vianna                              |                                      | Partido Republicano Paulista PRP                 | —                                 | 15 de novembro de 1889  | 21 de fevereiro de 1890                               | Junta Governativa provisória                                                        |
| 2  | Dr. José Xavier Carvalho de Mendonça, presidente Intendentes: Martinho Leal Ferreira, Luiz José dos Santos Dias, Ernesto Cândido Gomes, Francisco Emílio de Sá, José Serafim Cardoso, Bento Teixeira da Silva (recusou o cargo e foi substituído pelo Dr. José da Silva Vergueiro) |                                      | Partido Republicano Paulista PRP                 | —                                 | 21 de fevereiro de 1890 | 14 de fevereiro de 1891                               | Conselho de Intendência                                                             |
| 3  | João Galeão Carvalhal Francisco Correa de Almeida Morais Francisco Cruz Antonio Augusto Bastos Raymundo Gonçalves Corvelo Teófilo de Arruda Mendes |                                      | Partido Republicano Paulista PRP                 | —                                 | 14 de fevereiro de 1891 | 14 de dezembro de 1891                                | Conselho de Intendência                                                             |
| 4  | Francisco Correa de Almeida Morais |                                      | Partido Republicano Paulista PRP                 | —                                 | 15 de dezembro de 1891  | 18 de dezembro de 1891                                | Intendente                                                                          |
| 5  | Antonio Carlos da Silva Teles |                                      | Partido Republicano Paulista PRP                 | —                                 | 18 de dezembro de 1891  | 28 de dezembro de 1891                                | Intendente                                                                          |
| 6  | João Galeão Carvalhal Lino Cassiano Jardim Francisco Cruz Antonio Augusto Bastos Antonio José Malheiros Júnior Raymundo Gonçalves Corvelo Teófilo de Arruda Mendes |                                      | Partido Republicano Paulista PRP                 | —                                 | 28 de dezembro de 1891  | 15 de julho de 1892                                   | Conselho de Intendência                                                             |
| 7  | Manoel Maria Tourinho |                                      | Partido Republicano Paulista PRP                 | —                                 | 15 de julho de 1892     | 7 de janeiro de 1896                                  | Presidente do Conselho de Intendência                                               |
| 8  | Jacob Thomaz Itapura de Miranda |                                      | Partido Republicano Paulista PRP                 | —                                 | 7 de janeiro de 1896    | 5 de abril de 1896                                    | Presidente do Conselho de Intendência                                               |
| 9  | Coronel Narciso de Andrade |                                      | Partido Republicano Paulista PRP                 | —                                 | 5 de abril de 1896      | 2 de julho de 1897                                    | Presidente do Conselho de Intendência                                               |
| 10 | Antonio José Malheiros Júnior |                                      | Partido Republicano Paulista PRP                 | —                                 | 2 de julho de 1897      | 4 de maio de 1898                                     | Presidente do Conselho de Intendência                                               |
| 11 | Coronel Joaquim Montenegro |                                      | Partido Republicano Paulista PRP                 | —                                 | 4 de maio de 1898       | 7 de janeiro de 1899                                  | Presidente do Conselho de Intendência                                               |
| 12 | Coronel José Moreira de Sampaio |                                      | Partido Republicano Paulista PRP                 | —                                 | 7 de janeiro de 1899    | 9 de junho de 1899                                    | Presidente do Conselho de Intendência                                               |
| 13 | Capitão Adolpho Vaz Guimarães |                                      | Partido Republicano Paulista PRP                 | —                                 | 10 de junho de 1899     | 7 de janeiro de 1902                                  | Presidente do Conselho de Intendência                                               |
| 14 | Francisco Malta Cardoso |                                      | Partido Republicano Paulista PRP                 | —                                 | 7 de janeiro de 1902    | 7 de janeiro de 1904                                  | Presidente do Conselho de Intendência                                               |
| 15 | Manoel Galeão Carvalhal |                                      | Partido Republicano Paulista PRP                 | —                                 | 7 de janeiro de 1904    | 7 de janeiro de 1905                                  | Presidente do Conselho de Intendência                                               |
| 16 | João Galeão Carvalhal |                                      | Partido Republicano Paulista PRP                 | —                                 | 7 de janeiro de 1905    | 31 de maio de 1905                                    | Intendente                                                                          |
| 17 | Capitão Joaquim Mariano de Campos Moura |                                      | Partido Republicano Paulista PRP                 | —                                 | 31 de maio de 1905      | 7 de janeiro de 1906                                  | Intendente                                                                          |
| 18 | Cel. Carlos Augusto Vasconcelos Tavares |                                      | Partido Republicano Paulista PRP                 | —                                 | 7 de janeiro de 1906    | 18 de setembro de 1907                                | Intendente                                                                          |
| 19 | Coronel Cincinato Martins Costa |                                      | Partido Republicano Paulista PRP                 | —                                 | 18 de setembro de 1907  | 15 de janeiro de 1908                                 | Intendente                                                                          |
| 20 | Cel. Carlos Augusto Vasconcelos Tavares |                                      | Partido Republicano Paulista PRP                 | —                                 | 15 de janeiro de 1908   | 29 de julho de 1910                                   | Intendente que renunciou por problemas de saúde                                     |
| —  | Belmiro Ribeiro de Moraes e Silva |                                      | Partido Republicano Paulista PRP                 | —                                 | 29 de julho de 1910     | 15 de janeiro de 1911                                 | Vice-intendente no cargo de Intendente                                              |
| 21 | Belmiro Ribeiro de Moraes e Silva |                                      | Partido Republicano Paulista PRP                 | —                                 | 15 de janeiro de 1911   | 15 de janeiro de 1914                                 | Intendente                                                                          |
| 22 | Carlos Luiz de Afonseca |                                      | Partido Republicano Paulista PRP                 | —                                 | 15 de janeiro de 1914   | 1º de dezembro de 1916                                | Intendente que renunciou o mandato                                                  |
| 23 | Manoel Galeão Carvalhal |                                      | Partido Republicano Paulista PRP                 | —                                 | 1º de dezembro de 1916  | 15 de janeiro de 1917                                 | Vice-intendente no cargo de Intendente                                              |
| 24 | Belmiro Ribeiro de Moraes e Silva |                                      | Partido Republicano Paulista PRP                 | —                                 | 15 de janeiro de 1917   | 15 de janeiro de 1920                                 | Intendente                                                                          |
| 25 | Coronel Joaquim Montenegro |                                      | Partido Republicano Paulista PRP                 | —                                 | 15 de janeiro de 1920   | 15 de janeiro de 1923                                 | Intendente                                                                          |
| —  | Coronel Joaquim Montenegro |                                      | Partido Republicano Paulista PRP                 | —                                 | 15 de janeiro de 1923   | 29 de novembro de 1925                                | Intendente que renunciou o mandato                                                  |
| 26 | Arnaldo Ferreira de Aguiar |                                      | Partido Republicano Paulista PRP                 | —                                 | 16 de dezembro de 1925  | 16 de novembro de 1926                                | Vice-prefeito no cargo de Intendente                                                |
| 27 | José de Souza Dantas |                                      | Partido Republicano Paulista PRP                 | —                                 | 26 de novembro de 1926  | 15 de janeiro de 1929                                 | Prefeito eleito indiretamente                                                       |
| 27 | José de Souza Dantas | 15 de janeiro de 1929                | Partido Republicano Paulista PRP                 | —                                 | 27 de outubro de 1930   | Prefeito eleito deposto do cargo                      |                                                                                     |
| 28 | Waldemar Carneiro Leão Antônio Feliciano da Silva Leopoldo de Oliveira Figueiredo |                                      | Aliança Liberal AL                               | —                                 | 28 de outubro de 1930   | 30 de novembro de 1930                                | Junta Governativa                                                                   |
| 29 | Elias Machado de Almeida |                                      | Partido Democrata Paulista PDP                   | —                                 | 1º de dezembro de 1930  | 12 de abril de 1931                                   | Prefeito nomeado                                                                    |
| 30 | Antenor Maciel Bué |                                      | Partido Nacionalista de São Paulo PNS            | —                                 | 13 de abril de 1931     | 1º de abril de 1932                                   | Prefeito nomeado                                                                    |
| 31 | Aristides Bastos Machado |                                      | Partido Liberal Paulista PLP                     | —                                 | 2 de abril de 1932      | 2 de abril de 1935                                    | Prefeito nomeado                                                                    |
| 32 | Antonio Gomide Ribeiro dos Santos |                                      | Partido Progressista PP                          | —                                 | 2 de abril de 1935      | 13 de agosto de 1936                                  | Prefeito nomeado                                                                    |
| 33 | Aristides Bastos Machado |                                      | Partido Social Conservador PSC                   | —                                 | 13 de agosto de 1936    | 15 de outubro de 1936                                 | Prefeito eleito que renunciou o cargo                                               |
| 34 | Antônio Iguatemi Martins Júnior |                                      | Partido Social Conservador PSC                   | —                                 | 15 de outubro de 1936   | 10 de novembro de 1937                                | Prefeito eleito deposto do cargo                                                    |
| 35 | Antônio Iguatemi Martins Júnior |                                      | Partido Social Conservador PSC                   | —                                 | 10 de novembro de 1937  | 17 de janeiro de 1938                                 | Prefeito nomeado                                                                    |
| 36 | Antonio Gomide Ribeiro dos Santos |                                      | Partido Progressista PP                          | —                                 | 17 de janeiro de 1938   | 14 de julho de 1938                                   | Prefeito nomeado                                                                    |
| 37 | Cyro de Athayde Carneiro |                                      | Partido Social Conservador PSC                   | —                                 | 14 de julho de 1938     | 1º de julho de 1941                                   | Prefeito nomeado                                                                    |
| 38 | Antônio Gomide Ribeiro dos Santos |                                      | Partido Progressista PP                          | —                                 | 1º de julho de 1941     | 31 de agosto de 1945                                  | Prefeito nomeado                                                                    |
| 39 | Lincoln Feliciano |                                      | Partido Social Democrático PSD                   | —                                 | 31 de agosto de 1945    | 30 de outubro de 1945                                 | Prefeito nomeado                                                                    |
| 40 | Francisco Paíno |                                      | Partido Trabalhista Brasileiro PTB               | —                                 | 30 de outubro de 1945   | 31 de dezembro de 1945                                | Prefeito nomeado                                                                    |
| 41 | Edgard Boaventura |                                      | Partido Democrata Cristão PDC                    | —                                 | 1º de janeiro de 1946   | 30 de janeiro de 1947                                 | Prefeito nomeado                                                                    |
| 42 | Ozório de Souza Leite |                                      | Partido Democrata Cristão PDC                    | —                                 | 31 de janeiro de 1947   | 31 de março de 1947                                   | Prefeito nomeado                                                                    |
| 43 | Francisco Paíno |                                      | Partido Trabalhista Brasileiro PTB               | —                                 | 31 de março de 1947     | 30 de abril de 1947                                   | Prefeito nomeado                                                                    |
| 44 | Rubens Ferreira Martins |                                      | Partido Social Progressista PSP                  | —                                 | 30 de abril de 1947     | 30 de agosto de 1948                                  | Prefeito nomeado                                                                    |
| 45 | Álvaro Rodrigues dos Santos |                                      | Partido Social Trabalhista PST                   | —                                 | 30 de agosto de 1948    | 17 de agosto de 1949                                  | Prefeito nomeado                                                                    |
| 46 | Rubens Ferreira Martins |                                      | Partido Social Progressista PSP                  | —                                 | 17 de agosto de 1949    | 2 de julho de 1950                                    | Prefeito nomeado                                                                    |
| 47 | Hernani Botto de Barros |                                      | Partido Social Progressista PSP                  | —                                 | 2 de julho de 1950      | 6 de julho de 1950                                    | Prefeito nomeado                                                                    |
| 48 | Rubens Ferreira Martins |                                      | Partido Social Progressista PSP                  | —                                 | 6 de julho de 1950      | 19 de dezembro de 1950                                | Prefeito nomeado                                                                    |
| 49 | Sócrates Aranha de Menezes |                                      | Partido Social Progressista PSP                  | —                                 | 19 de dezembro de 1950  | 26 de março de 1951                                   | Prefeito nomeado                                                                    |
| 50 | Joaquim Alcaide Valls |                                      | Partido Social Progressista PSP                  | —                                 | 26 de março de 1951     | 31 de março de 1952                                   | Prefeito nomeado                                                                    |
| 51 | Francisco Luiz Ribeiro |                                      | Partido Social Democrático PSD                   | —                                 | 31 de março de 1951     | 13 de abril de 1953                                   | Prefeito nomeado                                                                    |
| 52 | Antônio Ezequiel Feliciano da Silva |                                      | Partido Social Democrático PSD                   | Arthur Rivau                      | 14 de abril de 1953     | 14 de abril de 1957                                   | Prefeito eleito                                                                     |
| 53 | Sílvio Fernandes Lopes |                                      | Partido Social Progressista PSP                  | Florival Barleta (PTB)            | 14 de abril de 1957     | 14 de abril de 1961                                   | Prefeito eleito                                                                     |
| —  | Luiz La Scala Júnior |                                      | Partido Social Progressista PSP                  | José Gomes                        | 24 de março de 1961     | 24 de março de 1961                                   | Prefeito eleito falecido antes de assumir o cargo                                   |
| 54 | José Gomes |                                      | Partido Trabalhista Brasileiro PTB               | —                                 | 14 de abril de 1961     | 6 de outubro de 1962                                  | Vice-prefeito eleito no cargo de prefeito                                           |
| —  | Fernando Oliva |                                      | Partido Democrata Cristão PDC                    | —                                 | 6 de outubro de 1962    | 26 de outubro de 1962                                 | Presidente da Câmara Municipal                                                      |
| 55 | José Gomes |                                      | Partido Trabalhista Brasileiro PTB               |                                   | 26 de outubro de 1962   | 31 de março de 1964                                   | Prefeito eleito deposto do cargo                                                    |
| 56 | Fernando Hortalla Ridel |                                      | Aliança Renovadora Nacional ARENA                | —                                 | 15 de junho de 1964     | 14 de abril de 1965                                   | Prefeito nomeado                                                                    |
| 57 | Sílvio Fernandes Lopes |                                      | Aliança Renovadora Nacional ARENA                | Francisco Prado de Oliveira Filho | 14 de abril de 1965     | 25 de abril de 1967                                   | Prefeito eleito                                                                     |
| 58 | Francisco Prado de Oliveira Filho |                                      | Aliança Renovadora Nacional ARENA                | —                                 | 25 de abril de 1967     | 2 de junho de 1967                                    | Vice-prefeito eleito no cargo de prefeito                                           |
| 59 | Sílvio Fernandes Lopes |                                      | Aliança Renovadora Nacional ARENA                |                                   | 2 de junho de 1967      | 14 de abril de 1969                                   | Prefeito eleito                                                                     |
| —  | Esmeraldo Tarquínio |                                      | Movimento Democrático Brasileiro MDB             | Osvaldo Justo                     | —                       | —                                                     | Prefeito eleito cassado o mandato pelo regime militar                               |
| —  | Osvaldo Justo |                                      | Movimento Democrático Brasileiro MDB             | —                                 | —                       | —                                                     | Vice do antecessor, recusou-se a assumir em virtude da cassação do titular da chapa |
| 60 | Clóvis Bandeira Brasil |                                      | Aliança Renovadora Nacional ARENA                | —                                 | 15 de abril de 1969     | 20 de junho de 1972                                   | Prefeito nomeado                                                                    |
| 61 | Ruy Vidal de Araújo |                                      | Aliança Renovadora Nacional ARENA                | —                                 | 20 de junho de 1972     | 24 de julho de 1972                                   | Prefeito nomeado                                                                    |
| 62 | Clóvis Bandeira Brasil |                                      | Aliança Renovadora Nacional ARENA                | —                                 | 24 de julho de 1972     | 1º de abril de 1974                                   | Prefeito nomeado                                                                    |
| 63 | Antônio Manoel de Carvalho |                                      | Aliança Renovadora Nacional ARENA                | —                                 | 1º de abril de 1974     | 7 de maio de 1979                                     | Prefeito nomeado                                                                    |
| 64 | Carlos Caldeira Filho |                                      | Aliança Renovadora Nacional ARENA                | —                                 | 7 de maio de 1979       | 27 de janeiro de 1980                                 | Prefeito nomeado                                                                    |
| —  | Washington Di Giovanni |                                      | Partido Democrático Social PDS                   | —                                 | 28 de janeiro de 1980   | 30 de janeiro de 1980                                 | Presidente da Câmara Municipal                                                      |
| 65 | Paulo Gomes Barbosa |                                      | Partido Democrático Social PDS                   | —                                 | 30 de janeiro de 1980   | 31 de agosto de 1984                                  | Prefeito nomeado                                                                    |
| 66 | Oswaldo Justo |                                      | Partido do Movimento Democrático Brasileiro PMDB | Esmeraldo Tarquínio Neto (PMDB)   | 1º de setembro de 1984  | 31 de dezembro de 1988                                | Prefeito e vice eleitos em sufrágio universal                                       |
| 67 | Telma de Souza |                                      | Partido dos Trabalhadores PT                     | Sérgio Sérvulo da Cunha (PSB)     | 1º de janeiro de 1989   | 31 de dezembro de 1992                                | Prefeita e vice eleitos em sufrágio universal                                       |
| 68 | David Capistrano |                                      | Partido dos Trabalhadores PT                     | Carlos Lamberti (PT)              | 1º de janeiro de 1993   | 31 de dezembro de 1996                                | Prefeito e vice eleitos em sufrágio universal                                       |
| 69 | Beto Mansur |                                      | Partido Progressista Brasileiro PPB              | Eliza Alencar (PFL)               | 1º de janeiro de 1997   | 31 de dezembro de 2000                                | Prefeito e vice eleitos em sufrágio universal                                       |
| 69 | Beto Mansur | Partido Progressista PP              | João Paulo Papa (PMDB)                           | 1º de janeiro de 2001             | 31 de dezembro de 2004  | Prefeito reeleito e vice eleito em sufrágio universal |                                                                                     |
| 70 | João Paulo Papa |                                      | Partido do Movimento Democrático Brasileiro PMDB | Antônio Carlos Gonçalves (PFL)    | 1º de janeiro de 2005   | 31 de dezembro de 2008                                | Prefeito e vice eleitos em sufrágio universal                                       |
| 70 | João Paulo Papa | Carlos Teixeira Filho (PSDB)         | Partido do Movimento Democrático Brasileiro PMDB | 1º de janeiro de 2009             | 31 de dezembro de 2012  | Prefeito reeleito e vice eleito em sufrágio universal |                                                                                     |
| 71 | Paulo Alexandre Barbosa |                                      | Partido da Social Democracia Brasileira PSDB     | Eustázio Pereira Filho (PTB)      | 1º de janeiro de 2013   | 31 de dezembro de 2016                                | Prefeito e vice eleitos em sufrágio universal                                       |
| 71 | Paulo Alexandre Barbosa | Sandoval do Nascimento Soares (PSDB) | Partido da Social Democracia Brasileira PSDB     | 1º de janeiro de 2017             | 31 de dezembro de 2020  | Prefeito reeleito e vice eleito em sufrágio universal |                                                                                     |
| 72 | Rogério Santos |                                      | Partido da Social Democracia Brasileira PSDB     | Renata Costa Bravo (PSDB)         | 1° de janeiro de 2021   | 31 de dezembro de 2024                                | Prefeito e vice eleitos em sufrágio universal                                       |
| 72 | Rogério Santos | Republicanos                         | 1° de janeiro de 2025                            | Renata Costa Bravo (PSDB)         | Atualidade              | Prefeito e vice reeleitos em sufrágio universal       |                                                                                     |